# Aeris
Aeris— чартерная французская авиакомпания. Существовала с 1999 по 2003 год.

## История
Авиакомпания была основана в 1999 году в Тулузе. Основным отличием была невысокая стоимость билетов (29 €). Несмотря на это самолёты летали почти пустыми и компания работала в убыток. В 2003 году компания окончательно стала банкротом.

## Флот
Aeris эксплуатировала 2 вида самолётов:
- Boeing 737—300 (5 экземпляров)
- Boeing 767—300 (2 экземпляра)